# Ortueri
Ortueri (sardinski: Ortuèri) je grad i općina (comune) u pokrajini Nuoru u regiji Sardiniji, Italija. Nalazi se na nadmorskoj visini od 584 metra i ima 1 152 stanovnika.
 Prostire se na 38,83 km². Gustoća naseljenosti je 30 st/km².
Susjedne općine su: Austis, Busachi, Neoneli, Samugheo, Sorgono i Ula Tirso.